# Креатинин
Креатинин (од грчке речи κρέας, „месо“) је органско једињење, које настаје у људском телу као споредни продукт метаболизма протеина (разградњом креатин-фосфата у мишићима). Из тела га излучују бубрези мокраћом, у којој га има у највећој концентрацији. Одређивање његових вредности у крви и мокраћи користи се у дијагностици за процену укупне функције бубрега, па се зато назива и ендогени филтрациони маркер.

## Метаболизам креатинина
Креатинин настаје спонтано (без деловања ензима) у процесу метаболизма креатина и фосфокреатина из мишића. Мала количина потиче из меса унетог исхраном.
Креатинин је од великог значаја за производњу енергије у мишићима. Свакодневно око 2% креатина у телу конвертује се у креатинин. Тако створени креатинин транспортује се кроз крвоток до бубрега. Бубрези, у гломерулима, филтрирају већи део креатинина из крви и секретују га у проксималне тубуле бубрега (7-10%) у урин. На тај начин већи део креатинина активно се излучује, док је његова тубуларна реапсорпција врло мала. Креатинин у бубрезима настаје континуирано, те је његова концентрација у крви углавном стална и може се лако одредити. Због тога, ниво креатинина у крви представља равнотежу између његове продукције (која зависи од мишићне масе) и брзине излучивања урином.
Ниво креатинина у крви: ако се смањи филтрација у бубрезима (тј ако се смањи излучивање креатинина из организма), а продукција креатинина остане иста, концентрација у крви се повећава.
Клиренс креатинина: добија се рачунски из нивоа креатинина у крви и нивоа у 24 часовном урину. Овај параметар показује колико бубрези ефикасно филтрирају мале молекуле из крви.
Креатинин у појединачном узорку урина: служи као корекциони фактор. Тада се одређује са другим аналитом (нпр протеинима) ради процене излучивања тог аналита урином.
Креатинин је преко нормалних вредности у мокраћи тек када је гломеруларна филтрација бубрега (ГФБ) снижена за више од 50%. На основу ових чињеница, израчунавање клиренса креатинина постало је добар показатељ стања гломеруларне филтрације бубрега (ГФБ), чија је вредност веома добар показатељ стања функције бубрега. Међутим креатинин није погодан да прикаже брзе промене у ГФБ.
Код човека, количина насталог креатинина у једном дану, сразмерна је мишићној маси тела и различита је од човека до човека, и првенствено зависи од следећих фактора;
- Разлике у мишићној маси (на шта утиче пол, старост, раса)
- Разлике у исхрани (нпр код вегетаријанаца вредности креатинина су ниже)
- Код малнутриције,
- Након ампутације екстремитета, код хоспитализованих пацијената, цирозе јетре, инфламације и др хроничних болести, вредности креатинина су ниже.
- Лекови инхибирају тубуларну секрецију (нпр. циметидин и триметоприм) или инхибирају у ГИТ деградацију (антибиотици широког спектра)

При ниској ГФБ, може се јавити повећана интестинална (преко слузокоже црева) елиминација креатинина.

### Ниво креатинина у крви
У САД, креатинин се обично изражава у mg/dl, док се у Канади, Аустралији, и неколико европских земаља, вредност креатинин изражава се у μmol/l. Један mg/dl креатинина једнак је 88,4 μmol/l.
Нормалан ниво креатинина у крви
- Код одраслих мушкараца — око 0,6 до 1,2 mg/dl (60-110 μmol/L)
- Код одраслих жена — 0,5 до 1,1

Особа са само једним бубрегом може да има нормалан ниво креатинина у крви у распону од око 1,8 до 1,9 mg/dl.
Нивои креатинина у крви који достижу 2,0 mg/dl (150 μmol/l) или више код беба и 10,0 или више код одраслих могу да укажу на тешку болест бубрега и потребу за дијализом и његово уклањање из крви.
Мишићави млади или средовечне одрасле особе могу имати више вредности креатинина у крви од нормале за општу популацију.
Стара лица, с друге стране, могу да имају мање креатинина у крви од нормале.
Бебе имају нормалан ниво креатинина од око 0,2 или више, у зависности од њиховог развоја мишића.
Код људи са тешком неухрањеношћу, губитком тежине, и дуготрајним болестима, мишићна маса има тенденцију да се смањује током времена и, самим тим, њихов ниво креатинина може бити мањи него што се би се очекивало за њихов узраст.
Снижене вредности креатинина
- Ретко се виђају и скоро увек су у спрези са малом мишићном масом
- Благо снижене вредности креатинина могу се јавити током трудноће

Повишене вредности креатинина
Повишене вредности креатинина су знак смањене гломеруларне филтрације у бубрезима због акутних или хроничних болести. Оно што је важно јесте то да у раном стадијуму болести, ниво креатинина у серуму неће бити висок. Као могући узроци повишене вредности креатинина најчешће се наводе:
- Инфекције бубрега
- Оштећење бубрега настало дејством лекова и токсина
- Болести простате, камен у бубрегу и други узроци који врше опструкцију мокраћног система,
- Аутоимуне болести
- Смањен проток крви кроз бубреге због шока, дехидратације, болести срца, компликација дијабетеса
- Повећано ослобађање из мишића због повреде или дегенеративних процеса
- Када је повећан унос креатина као додатака у исхрани, ниво креатинина може бити виши у односу на ниво који би био да није узиман као суплемент.[10]

### Клиренс креатинина

#### Начин мерења
Клиренс креатинина показује колико бубрези ефикасно филтрирају мале молекуле из крви. Овај параметар добија се на два начина;
Израчунавањем из нивоа у крви и нивоа у 24 часовном урину.
Уношењем тих вредности у једначину добија се клиренс креатинина. У рачун улазе и подаци о телесној висини и тежини пацијента.
Директним мерењем
Из прикупљеног двадесетчетворочасовног узорка мокраће.

### Вредности клиренса креатинина
Снижене вредности клиренса креатинина
Снижене вредности клиренса креатинина могу се јавити код болесника са:
- смањеним протоком крви кроз бубреге,

- код болести срца,

- након примене неких лекова,

- шока

Могу се јавити и код других болести бубрега које нарушавају њихову функцију
Повишене вредности клиренса креатинина
Иако се повишене вредности клиренса креатинина ретко  јављају, током трудноће оне могу настати након уноса хране са великом количином меса.
Креатинин у појединачном узорку мокраће
Нивои креатинина у појединачном узорку мокраће немају референтне вредности и служе само за процену излучивања других супстанци.